# Познакомьтесь с Джоном Доу
«Познакомьтесь с Джоном Доу» (англ. Meet John Doe) — кинофильм режиссёра Фрэнка Капры, вышедший на экраны в 1941 году. Лента основана на рассказе Ричарда Коннелла и Роберта Преснелла. Фильм был удостоен премии Национального совета кинокритиков США за лучшую мужскую роль (Джеймс Глисон) и номинации на премию «Оскар» за лучший литературный первоисточник. Картина заняла 49-е место в списке 100 самых вдохновляющих американских фильмов за 100 лет по версии AFI. В настоящее время фильм находится в общественном достоянии.

## Сюжет
Магнат Д.Б. Нортон после приобретения газеты «Бюллетень» отдаёт распоряжение поменять состав редакции. Под сокращение попадает и молодая журналистка Энн Митчелл, которой нужно как-то содержать мать и младшую сестру. В ярости она публикует свой последний материал — сочинённое ею письмо, якобы присланное неизвестным, подписавшимся Джоном Доу, который обещает в знак протеста против болезней общества покончить с собой в рождественскую ночь. Статья становится настоящей сенсацией, вызывая бурный отклик простых американцев. Редактор, не зная, что делать с этим неожиданным успехом, вновь обращается к мисс Митчелл. Та предлагает найти какого-нибудь бедняка, который исполнит роль Джона Доу и будет озвучивать её мысли. В результате просмотра кандидатов редакция останавливает выбор на бродяге по фамилии Уиллоуби, который не отказывается от такой возможности подзаработать...

## В ролях
- Гэри Купер — Джон Уиллоуби / Джон Доу
- Барбара Стэнвик — Энн Митчелл
- Эдвард Арнольд — Д. Б. Нортон
- Уолтер Бреннан — Полковник
- Спринг Байинтон — миссис Митчелл
- Джеймс Глисон — Генри Коннелл
- Джин Локхарт — мэр Ловелл
- Род Ла Рок — Тед Шелдон
- Ирвинг Бейкон — Бини
- Реджис Туми — Берт Хансен
- Джозеф Фаррелл Макдональд — Ворчун
- Уоррен Хаймер — Ангельское Лицо
- Гарри Холман — мэр Хокинс
- Стерлинг Холлоуэй — Дэн
- Гарри Дэвенпорт — бывший владелец газеты
- Стэнли Эндрюс — Уэстон
- Ирвинг Бейкон — Бини

## Приём
Босли Краузер, кинокритик The New York Times, писал, что «благодаря превосходному сценарию мистера Рискина, Капра снял фильм, который демонстрирует любовь к нежным людям, к простым, невпечатляющим маленьким людям, которые хотят уверенности и веры. Многие из его устройств великолепны, и он всегда хорошо рассказывает свою историю, с присущим ему мастерским сочетанием комедии и серьезной драмы. Только пространство мешает нам громко восторгаться отдельными „прикосновениями“».
В обзоре Variety был более критический взгляд на сюжет: «Искусственная ткань истории — слабость постановки, несмотря на проделанную работу Фрэнка Капры. Но Роберт Рискин, написавший сценарий по оригинальному рассказу Ричарда Коннелла и Роберта Преснелла, оставляет публике в финале едва лишь надежду на то, что когда-нибудь эгоизм, мошенничество и обман будут изгнаны из человеческих действий».